# ベルナルト・ディーツ
ベルナルト・ディーツ（Bernard Dietz、1948年3月22日 - ）は、ドイツ・ハム出身の元サッカー選手、指導者。元西ドイツ代表。ポジションはDF。西ドイツ代表では通算56試合に出場。1976年の欧州選手権で準優勝、1978年のFIFAワールドカップ・アルゼンチン大会に出場、1980年の欧州選手権ではキャプテンとし優勝を果たした。2001年にはVfLボーフムの監督を務めた。

## タイトル
- 西ドイツ
  - UEFA欧州選手権優勝 : 1980
- 個人タイトル
  - キッカー誌選出ブンデスリーガ年間ベストイレブン : 1973–74, 1974–75, 1975–76, 1977–78, 1978–79, 1979–80, 1984–85